# تيريزا مالفاتي
تيريزا فون دروستيك أو تيريزا مالفاتي (بالألمانية: Therese von Droßdik, Therese Malfatti) (ولدت في 1 يناير 1792 – توفيت في 27 أبريل 1851) هي موسيقية نمساوية وصديقة مقربة من المُلحّن الشهير لودفيج فان بيتهوفن؛ وقد اشتُهرت بينَ المؤرّخين بكونِ مقطوعة الباجاتيل من أجل إليزة (WoO 59) ألّفها بيتهوفن لها.

## حياتها

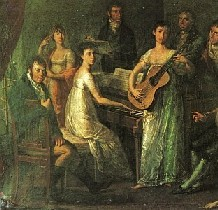
تيريز مالفاتي فون رورينباخ زو ديزا (1792-1851)، ابنة أخت الطبيب يوهان مالفاتي.

ولدت تيريزا في فيينا في 1 يناير 1792، وهي ابنة التاجر الفييني جايكوب فريدريش مالفاتي (1769–1829) وابنة عم الطبيب المعروف يوهان بابتست مالفاتي (1775–1859)؛ وأختها آنا (1792–1869) توزّجت من صديق بيتهوفن ايجنز فون غلانغنستاين. وكانت تيريزا تربطها علاقة حبّ قوية بينها وبين بيتهوفن، وكان يُرسِل لها رسائل حُبّ كثيرة، إلّا أنه وبسبب المجتمع الطبقي الذي كانوا يعيشون فيه، لم يستطع الارتباط بها. وقد ألّف بيتهوفن مقطوعة من أجل إليزة وأهداها إليها، حيثُ عُثرت على هذه المقطوعة بين أوراقها الشخصية وعليها خطّ بيتهوفن.